# Loveline Obiji
Loveline Obiji (11 de septiembre de 1990) es una deportista nigeriana que compitió en levantamiento de potencia adaptado. Ganó dos medallas en los Juegos Paralímpicos de Verano, oro en Londres 2012 y plata en Tokio 2020.

## Palmarés internacional
| Juegos Paralímpicos | Juegos Paralímpicos   | Juegos Paralímpicos | Juegos Paralímpicos |
| Año                 | Lugar                 | Medalla             | Categoría           |
| ------------------- | --------------------- | ------------------- | ------------------- |
| 2012                | Londres (Reino Unido) | Medalla de oro      | –82,5 kg            |
| 2020                | Tokio (Japón)         | Medalla de plata    | +86 kg              |